# 群馬県道56号北軽井沢松井田線
群馬県道56号北軽井沢松井田線（ぐんまけんどう56ごう きたかるいざわまついだせん）は、群馬県吾妻郡長野原町大字北軽井沢から安中市松井田町を結ぶ県道（主要地方道）である。

## 概要
起点を群馬県吾妻郡長野原町大字北軽井沢、終点を碓氷郡松井田町とする、1994年（平成6年）4月に群馬県より認定を受けた県道の路線である。吾妻郡長野原町北軽井沢から安中市松井田町坂本を結ぶ。
一部区間を群馬県道54号長野原倉渕線と重複する。群馬県高崎市と安中市の境である十六曲峠の区間は通じておらず、専ら霧積温泉へのアクセス道路として使われる。

### 路線データ
- 起点：群馬県吾妻郡長野原町大字北軽井沢字地蔵堂1988番の94地先[1]（国道146号・群馬県道235号大笹北軽井沢線交点〈北軽井沢交差点〉）。
- 終点：群馬県安中市松井田町坂本字愛宕山下甲1014番の5地先（国道18号交点）[1]

## 歴史
- 1993年（平成5年）5月11日：建設省から、県道川浦坂本線・県道長野原倉淵線の一部が北軽井沢松井田線として主要地方道に指定される[3]。
- 1994年（平成6年）4月1日：群馬県より、北軽井沢松井田線（整理番号78）として路線認定される[2]。同日、群馬県内の前身路線である、川浦坂本線（整理番号309）を廃止[4]。

## 路線状況

### 重複区間
- 群馬県道54号長野原倉渕線（長野原町北軽井沢 - 高崎市倉渕町川浦）

## 地理

### 通過する自治体
- 吾妻郡長野原町
- 高崎市
- 安中市

### 交差する道路
- 国道146号・群馬県道235号大笹北軽井沢線（起点）
- 群馬県道54号長野原倉渕線（長野原町北軽井沢 - 高崎市倉渕町川浦[注釈 2]）
- 国道18号（終点）